# Бодевін Кейтель
Бодевін Клаус Едуард Кайтель (нім. Bodewin Claus Eduard Keitel; 25 грудня 1888, Бад-Гандерсгайм — 29 липня 1952, Геттінген) — німецький офіцер, останнім удостоєний звання Генерал піхоти під час Другої світової війни, і начальник управління особового складу сухопутних сил вермахту. Учасник Першої і Другої світових воєн. Молодший брат генерал-фельдмаршала Вільгельма Кайтеля. Кавалер Німецького хреста в сріблі.

## Біографія
Народився в маєтку Гельмшероде в західному Брауншвейгу 25 грудня 1888 року. Він народився в родині заможного поміщика Карла Вільгельма Августа Луїса Кайтеля (1854-1934) і Аполлонії Кайтель, уродженої Фіссерінг (1855-1888). Це маєток було куплено ще його дідом, окружним королівським радником Карлом Вільгельмом Ернстом Кайтелем в 1871 році, і весь цей час Кайтелю доводилося розплачуватися з кредиторами, тому сім'я жила не дуже заможно. Після його народження його мати Аполлонія померла від пологової гарячки. Як і старший брат, щоб не обтяжувати родину, вступив на військову службу в кайзерівську армію. 1909 року в якості фанен-юнкера і кандидата в офіцери він вступив до лав 10-го Єгерського батальйону в Госларі.

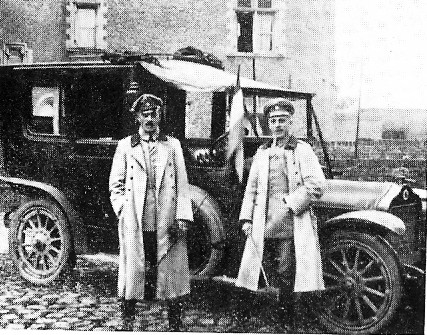
Гауптман барон фон Ванґенгайм і лейтенант Кайтель (1914)

Першу світову війну він зустрів в якості командира взводу в 10-м єгерському батальйоні. У лютому 1915 року він отримав наступний чин обер-лейтенента і незабаром після цього став уже командиром роти в цьому ж батальйоні. 18 червня 1915 року він був переведений в 3-й Єгерський батальйон, де також отримав під своє командування роту. 6 листопада 1918 року (тобто менш ніж за тиждень до закінчення війни) був призначений командиром 3-го батальйону 32-го піхотного полку.
Після закінчення Першої світової війни Кайтель був переведений до складу рейхсверу і відправлений служити назад в 10-й Єгерський батальйон. В ході демобілізації кайзерівської армії він в період з 21 грудня 1918 го по 12 лютого 1919 року виконував обов'язки командира батальйону, а потім командував ротами в різних батальйонах.
З 1 березня 1933 він командував 3-м батальйоном 2-го піхотного полку. Після отримання звання оберста він був назвначен начальником штабу 11-го армійського корпусу. Потім 2 жовтня 1937 року був переведений на посаду начальника відділу освіти (T4) в головному штабі сухопутних сил. Але особливо швидко його кар'єра пішла вгору після 4 лютого 1938 року, коли Гітлер призначив його старшого брата начальником OKW. Бодевін Кайтель відразу ж отримав звання генерал-майора і був призначений 28 лютого 1938 начальником управління особового складу сухопутних сил Третього рейху (HPA). На даній посаді він перебував до 1 жовтня 1942 року.
Службова кар'єра Бодевіна Кайтеля дуже сильно залежала від положення його старшого брата. Коли Вільгельм Кайтель перебував у фаворі у Гітлера, чергові військові звання сипалися на Бодевіна як з рогу достатку. За один рік він з генерал-лейтенанта перетворився на генерала піхоти, при цьому абсолютно не беручи участь в боях Другої світової війни. Але варто було старшому Кайтелю тимчасово потрапити в опалу у фюрера, як молодший Кайтель тут же був в період з 1 жовтня 1942 року по 28 лютого 1943 відправлений у відпустку «для відновлення здоров'я». На місце Кайтеля в HPA призначили генерал-майора Рудольфа Шмундта.
1 березня 1943 року Кейтель був призначений заступником командира 20-го армійського корпусу та, таким чином, він став командувачем XX військовим округом Третього рейху. Штаб округу розташовувався в Данцигу. Територія військового округу включала колишнє «вільне місто Данциг», західну частину Східної Пруссії і зону старого «Польського коридору». В обов'язки Бодевіна Кайтеля входили заклик, набір і навчання новобранців в підвідомчому йому районі, комплектування і поповнення особового складу, включаючи військовий облік і призов, проведення мобілізації, навчання покликаних солдатів, унтер-офіцерів і курсантів, поглиблене навчання особового складу, в тому числі старшого офіцерського складу, відправка навченого особового складу в діючі війська, адміністративне управління військовими училищами і військовими об'єктами, формування нових вищих штабів, бойових і допоміжних частин, а також обслуговуючих частин для всіх родів військ, розробка та випробування нового озброєння, формування нових і поповнення вже існуючих дивізій, а також екстрена оборона території рейху в разі нападу ворожих військ.
У момент замаху на Гітлера 20 червня 1944 року Кейтель був в інспекційній поїздці по території округу, а його наступник на посту начальника відділу кадрів сухопутних сил (HPA) Рудольф Шмундт був важко поранений і помер від отриманих травм кілька місяців по тому. Кейтель деякий час вичікував, хто візьме верх, а потім, дізнавшись по радіо про провал змовників, повернувся в Данциг на свій пост. Обов'язки командувача округу він виконував аж до 30 листопада 1944 року.
Коли радянські війська стали безпосередньо погрожувати території військового округу, Бодевіна Кайтеля на його посаді змінив генерал піхоти Карл Вільгельм Шпехт. Кейтель деякий час залишався без роботи. Потім 1 грудня 1944 року Бодевін Кайтель був призначений начальником армії резерву OKH. На цій тимчасовій і непрестижній на той момент посаді він пробув до 1 квітня 1945 року, коли був призначений на ще менш престижну посаду інспектора матеріально-технічного та медичного забезпечення стрілецьких підрозділів.
3 травня 1945 року Кайтель здався в полон американським військам. Оскільки в ході судового розслідування Бодевіна Кайтеля не визнали військовим злочинцем, в 1948 році його випустили на свободу. Кейтель вирушив до маєтку Гетценгоф у Боденфельде, відійшов від усякої активної діяльності і через кілька років тихо помер.

## Звання
- Фанен-юнкер (23 лютого 1909)
- Лейтенант (22 серпня 1910)
- Обер-лейтенант (25 лютого 1915)
- Гауптман (18 грудня 1917)
- Майор (1 лютого 1928)
- Оберст-лейтенант (1 жовтня 1932)
- Оберст (1 жовтня 1934)
- Генерал-майор (28 лютого 1938)
- Генерал-лейтенант (1 квітня 1940)
- Генерал піхоти (1 жовтня 1941)

## Нагороди

### Перша світова війна
- Залізний хрест 2-го і 1-го класу
- Лицарський хрест 2-го класу ордена Альберта з мечами (Королівство Саксонія)
- Ганзейський Хрест (Гамбург)
- Хрест «За військові заслуги» (Австро-Угорщина) 3-го класу з військовою відзнакою
- Хрест «За військові заслуги» (Брауншвейг)
  - 2-го класу з охоронною відзнакою
  - 1-го класу

### Міжвоєнний період
- Почесний хрест ветерана війни з мечами
- Медаль «За вислугу років у Вермахті» 4-го, 3-го, 2-го і 1-го класу (25 років)
- Медаль «У пам'ять 13 березня 1938 року»
- Медаль «У пам'ять 1 жовтня 1938» із застібкою «Празький град»

### Друга світова війна
- Застібка до Залізного хреста 2-го і 1-го класу
- Хрест Воєнних заслуг 2-го і 1-го класу з мечами
- Орден Хреста Свободи 1-го класу з мечами і дубовим листям (Фінляндія) (25 березня 1942)
- Німецький хрест в сріблі (2 жовтня 1942)